# Wladimir Nikolajewitsch Tschernawin

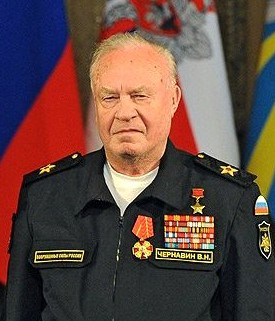
Wladimir Tschernawin während der Verleihung des Alexander-Newski-Ordens, Dezember 2013

Wladimir Nikolajewitsch Tschernawin (russisch Влади́мир Никола́евич Черна́вин; * 22. April 1928 in Nikolajew, Ukrainische SSR; † 18. März 2023 in Moskau) war ein sowjetischer bzw. russischer Flottenadmiral, von 1985 bis 1991 Oberkommandierender der Sowjetischen Seekriegsflotte sowie bis 1992 der Marine der Gemeinschaft Unabhängiger Staaten und stellvertretender Verteidigungsminister der UdSSR.

## Leben
Tschernawin stammt aus der Familie eines Arbeiters. 1944 absolvierte er die zehnklassige Vorbereitende Marineschule in Baku und begann anschließend eine Lehre am Mechanischen Technikum Uljanowsk. 1949 wurde er Mitglied der KPdSU.

### Sowjetische Marine
1947 begann Tschernawins Laufbahn in der Sowjetischen Marine und er absolvierte 1951 deren Leningrader Offiziershochschule M.W. Frunse. Seine erste Dienststellung nahm er als Navigator und später als 1. Offizier dieselbetriebener U-Boote der Nordflotte auf. Ab 1956 kommandierte er konventionell betriebene U-Boote des Projekts 613 und gehörte später zur Gruppe der ersten Atom-U-Boot-Kommandeure. 1962 fuhr das U-Boot K-21 des Projekts 627a unter seiner Leitung 50 Tage autonom. Unterwegs erarbeitete Tschernawin neue Methoden für lange Fahrten im dauernd getauchten Zustand und wirkte bei der Erschließung neuer Fahrtrouten unter dem arktischen Eis mit. Als erster sowjetischer Marineoffizier überwachte er 1962 den Abschuss einer seegestützten Rakete von einem getauchten U-Boot. 1965 absolvierte er die Marineakademie und 1969 die Militärakademie des Generalstabes der UdSSR. Als im Februar 1969 die Formierung der 19. U-Bootdivision der Nordflotte und ihre Dislozierung in die Sajda-Bucht begann, wurde Kapitän zur See Tschernawin als deren erster Kommandeur eingesetzt. Von 1972 bis August 1973 arbeitete er als Stabschef und avancierte zum Konteradmiral. Anschließend kommandierte er von Gadschijewo aus bis September 1974, schon als Vizeadmiral, die 3. U-Boot-Flottille der Nordflotte. Im selben Jahr wurde er Stabschef sowie 1. Stellvertreter des Kommandeurs und am 1. Juli 1977 Kommandeur der Nordflotte. Auf Beschluss des Präsidiums des Obersten Sowjets der UdSSR vom 18. Februar 1981 wurde ihm für

„[...] den großen Beitrag zur Erhöhung der Kampfbereitschaft der Flotte und ihrer sachkundigen Führung unter den schwierigen Bedingungen auf dem Weltozean sowie für persönlich gezeigten Mut auf den schwierigen und verantwortungsvollen Fahrten auf den Ozeanen [...]“

 der Titel Held der Sowjetunion (Nr. 11451) verliehen, verbunden mit der Überreichung des Leninordens und der Medaille Goldener Stern. Im selben Jahr wurde er Kandidat des ZK der KPdSU.
In der zweiten Dezemberhälfte des Jahres 1981 wurde er Chef des Hauptstabes und 1. Stellvertreter des Oberkommandierenden der Sowjetischen Marine.
Auf Beschluss des Präsidiums des Obersten Sowjets der UdSSR vom 4. November 1983 wurde Tschernawin der höchste militärische Dienstgrad des Flottenadmirals verliehen, verbunden mit der Überreichung des Marschallsterns. Am 29. November 1985 setzte man ihn auf den Posten des Oberkommandierenden der Sowjetischen Marine und des Stellvertreters des Verteidigungsministers. 1986 wurde er Mitglied des ZK der KPdSU. Von 1979 bis 1989 war er Abgeordneter des Obersten Sowjets der UdSSR.

### Postsowjetische Zeit
Nach dem Zerfall der Sowjetunion arbeitete Tschernawin noch bis zum August 1992 als Oberkommandierender der Flotte der Gemeinschaft Unabhängiger Staaten. Er ging 1993 in den Ruhestand, war aber noch bis zum 6. April 1994 Direktor des Russischen Staatlichen Kulturhistorischen Marinezentrums (russisch: Российский государственный морской историко-культурный центр). Am 14. Januar 1992, dem Tag der Gründung der interregionalen gesellschaftlichen Organisation Verein der U-Bootfahrer der Russischen Marine (russisch: Союз моряков-подводников Военно-Морского Флота Российской Федерации), wurde er deren ständiger Vorsitzender. Ab 2002 war Tschernawin Akademiemitglied als Professor der Akademie für Fragen der Sicherheit, Verteidigung und der Rechtsordnung. 2003 wurde ihm für den „herausragenden Beitrag zur Entwicklung und Festigung des Russischen Staates“ der Titel Laureat der Prämie Peter der Große verliehen, verbunden mit Überreichung einer Goldmedaille.
Tschernawin lebte zuletzt in Moskau, wo er im März 2023 im Alter von 94 Jahren starb.

## Auszeichnungen (Auswahl)
- Held der Sowjetunion
- Leninorden, 1971 und 1981
- Orden der Oktoberrevolution, 1976
- Rotbannerorden, 1966
- Orden „Volksrepublik Bulgarien“, 1985
- Orden des Roten Sterns, 1988
- Orden für Tapferkeit, 1997
- Laureat der Prämie Peter der Große, 2003
- Orden „Für Verdienste zur See“, 2008
- Alexander-Newski-Orden der Russischen Föderation (10. Dezember 2013)
- weitere Medaillen der UdSSR und anderer Länder